# Renato Curi
Renato Curi (Montefiore dell'Aso, Provincia de Ascoli Piceno, Italia, 20 de septiembre de 1953 - Perugia, Provincia de Perugia, Italia, 30 de octubre de 1977) fue un futbolista italiano. Se desempeñaba en la posición de centrocampista.

## Trayectoria
Renato Curi comenzó su carrera profesional en 1969 con el Giulianova Calcio, equipo con el que logró el ascenso a la Serie C. En 1973 pasó al Calcio Como y un año después fue transferido al Perugia Calcio, entrenado por Ilario Castagner, para conseguir un histórico primer ascenso a la Serie A. Falleció por causa de un ataque al corazón durante un encuentro disputado entre el Perugia y la Juventus por la sexta jornada de la temporada 1977-78 de la Serie A.

## Clubes
| Club              | País   | Año         |
| ----------------- | ------ | ----------- |
| Giulianova Calcio | Italia | 1969 - 1973 |
| Calcio Como       | Italia | 1973 - 1974 |
| Perugia Calcio    | Italia | 1974 - 1977 |

## Palmarés

### Campeonatos nacionales
| Título  | Club              | País   | Año       |
| ------- | ----------------- | ------ | --------- |
| Serie D | Giulianova Calcio | Italia | 1970-1971 |
| Serie B | Perugia Calcio    | Italia | 1974-1975 |